# Zeche Joseph (Essen)
Die Zeche Joseph in Essen-Kupferdreh ist ein ehemaliges Steinkohlenbergwerk. Das Bergwerk war auch unter dem Namen Zeche Joseph I bekannt. Über das Bergwerk ist, trotz der über 60-jährigen Geschichte, nur wenig geschrieben worden.

## Geschichte
Im Jahr 1845 wurde ein Längenfeld verliehen. Am 31. Juli des Jahres 1874 erfolgte die Verleihung eines Geviertfeldes. Am 1. Dezember des Jahres 1891 wurde das Bergwerk in Betrieb genommen. Die Berechtsame umfasste zu diesem Zeitpunkt ein Längenfeld im Feld Vereinigte Petersburg. Das Baufeld hatte eine Größe von 1200 Metern streichend und 200 Metern querschlägig. Im Jahr 1894 wurden nur ungünstige Aufschlüsse getätigt. Im Jahr darauf wurde Stollenbau betrieben, es war ein Wetterschacht angelegt, der mit einer Teufe von 48 Metern bis zur Stollensohle reichte. Im Jahr 1897 fand auf dem Bergwerk regelmäßiger Betrieb statt. Das Bergwerk gehörte zu dieser Zeit zum Bergrevier Werden. Im Jahr 1900 war die Lagerstätte im Niveau der alten Stollensohle komplett verhauen, die Aufschlüsse im neuen Stollen waren wenig zufriedenstellend. Im Jahr 1902 war das Bergwerk aufgrund unreiner Kohlen zeitweise außer Betrieb, wurde aber im folgenden Jahr wieder in Betrieb genommen. Im Jahr 1906 wurde die Zeche Joseph mit weiteren Zechen zur Zeche Adler zusammengelegt.

## Förderung und Belegschaft
Die ersten bekannten Förder- und Belegschaftszahlen stammen aus dem Jahr 1892, damals wurde mit zehn Bergleuten eine Förderung von 433 Tonnen Steinkohle erbracht. Im Jahr 1895 stieg die Förderung auf 5030 Tonnen Steinkohle, diese Förderung wurde von 22 Bergleuten erbracht. Die maximale Förderung stammt aus dem Jahr 1899, damals wurden mit 43 Bergleuten eine Förderung von 15.116 Tonnen Steinkohle erbracht. Im Jahr 1900 sank die Förderung um mehr als die Hälfte auf 6855 Tonnen Steinkohle, die Belegschaftsstärke lag bei 26 Bergleuten. Im Jahr 1903 wurden mit neun Bergleuten 2110 Tonnen Steinkohle abgebaut. Die letzten bekannten Förder- und Belegschaftszahlen des Bergwerks stammen aus dem Jahr 1905, in diesem Jahr wurden mit 28 Bergleuten 9150 Tonnen Steinkohle gefördert.